# Bernhard Grimminger
Bernhard Grimminger (* 28. März 1942 in Memmingen; † vor 2015 in München) war ein deutscher Science-Fiction- und Phantastik-Autor.

## Leben
Bernhard Grimminger war Werbeberater und lebte in München. Er veröffentlichte phantastische Geschichten in Zeitungen und Zeitschriften und war zeitweise Herausgeber der Reihe Phantastische Nekrothek im Corian-Verlag. In seinem satirischen Zeitreise-Roman Der Zeitmann ließ er Albert Einstein und H. G. Wells auftreten. Die meisten seiner Bücher – er galt als „Außenseiter der phantastischen Literatur“ – erschienen im Selbstverlag oder bei Kleinverlagen, so dass sie heute sehr selten sind.

## Werke
- Das Dorf. Phantastische Geschichten, 1981
- Das Haus am See. Phantastische Geschichten, Tick-Tack-Verlag, Fürstenfeldbruck 1982 (Neuausgabe 1988)
- Pyronia. Science-Fiction Stories, 1983
- Die Fabrik. Umwelt grotesk, Corian-Verlag, Meitingen 1984
- Appartement 68. Ungewöhnliche und groteske Geschichten, ID Verlag, Hannover 1985
- Der Zeitmann. Eine utopische Groteske, Heyne Verlag, München 1987
- Wenn der Clown stirbt, hört der Spaß auf. Geschichten aus der realen Unwirklichkeit, 1988
- Grimmingers Märchen. Ein gutes Dutzend plus eine Geschichte, ausgewählt und bearbeitet von Wolfgang G. Trapp, 1990 (Neuausgabe 2010)

### Erzählungen und Kurzgeschichten
- Das Ereignis, in: Als die Menschen starben, herausgegeben von Horst Hoffmann (Terra Astra 6/85)
- Erdbeeren, in: Johann Sebastian Bach Memorial Barbecue, herausgegeben von Wolfgang Jeschke (1990)